# Alfarvej
En alfarvej (alvej og adelvej) var i ældre dansk sprogbrug navnet på mere befærdede offentlige veje som alle måtte bruge, i modsætning til hærveje eller en kongevej, som kun kongen og hans mænd måtte bruge.
Den er nævnt i Jyske Lov, som athæl vegh. På gammeldansk  hed alfarvejen adelfarwei. Navnet er sammensat af adel og farvej. Adel betød oprindeligt noget der var vigtigt eller fornemt. Ordet er beslægtet med det oldnordiske ord aðal, der betyder 'egenskab' og med ordet ædel. En alfarvej var altså en hovedvej. Den kunne være bred. Kingo skrev  om Syndens brede alfarvej
I gamle bykerner i Danmark er der ofte en Adelgade eller Algade. Navnet betyder den fornemste gade eller såmænd bare hovedgaden. Resten af gaderne var gerne blot stræder eller stier.
| Veje og vejanlæg | Spire Denne artikel om veje eller vejanlæg er en spire som bør udbygges. Du er velkommen til at hjælpe Wikipedia ved at udvide den. |